# Merritt A. Edson
Generalmajor Merritt Austin Edson (25. april 1897 – 14. august 1955), kaldet "Red Mike", var en amerikansk general i United States Marine Corps. Blandt de udmærkelser han modtog kan nævnes  Medal of Honor, to Navy Cross, en Silver Star og to Legion of Merit. Han er mest kendt for  slaget ved Edson's Ridge under slaget om Guadalcanal under 2. verdenskrig.
Han blev udnævnt til sekondløjtnant i marinekorpset i oktober 1917 og gjorde tjeneste i Frankrig og Tyskland under og efter 1. verdenskrig. Efter krigen havde han forskellige poster indtil han i 1922 kom på flyskole. Efter at have taget eksamen som flyver havde han adskillige poster i Centralamerika og Kina. Det var i Centralamerika at han fik sit første Navy Cross og den nicaraguanske fortjenstmedalje med sølvstjerne.
Da USA trådte ind i 2. verdenskrig blev Edson sendt af sted som chef for Marine Raiders og modtog sit andet Navy Cross på Tulagi. Da hans enhed blev sendt af sted for at kæmpe på  Guadalcanal anførte Edson sine tropper i kamp, hvilket førte til at han modtog Medal of Honor.
Efter 2. verdenskrig havde han kommandoen over forskellige enheder indtil han blev pensioneret fra marinekorpset den 1. august 1947. Efter pensioneringen beklædte han forskellige poster bl.a. som direktør for National Rifle Association of America, men den 14. august 1955 begik han selvmord og blev begravet på Arlington National Cemetery.

## Tidlige år
Edson blev født i Rutland, Vermont; men voksede op i Chester, Vermont og efter at have fået sin realeksamen gik han på University of Vermont i to år. Den 27. juni forlod han universitetet som medlem af Vermonts 1. nationalgarderegiment og blev sendt til Eagle Pass, Texas, for at gøre tjeneste ved den mexicanske grænse. Han vendte tilbage til universitetet i september 1916, men gik ind i marinekorpsets reserve den 26. juni det følgende år.

## Tidlige karriere
Han blev udnævnt til sekondløjtnant i marinekorpset den 9. oktober 1917 og i september det følgende år afsejlede han til Frankrig med 11. marineregiment. Dette regiment kom aldrig i kamp, men i af de sidste seks måneder af hans tid i Europa var kan chef for D kompagniet i 15. Separate Marine Battalion, som var blevet opstillet med det specifikke formål at afholde en folkeafstemning i Slesvig. Da USA aldrig ratificerede Versaillestraktaten blev denne mission imidlertid aldrig gennemført.
Efter afslutningen på 1. verdenskrig beklædte han en række stillinger, som gjorde ham kvalificeret til de høje poster han kom til at beklæde senere. Han blev forfremmet til premierløjtnant den 4. juni 1920 og tilbragte 2 år på marinekorpsets base i Quantico, Virginia, som adjudant registrator på Marinekorpsinstituttet, hvorefter han i en kort periode var i Louisiana og bevogtede posten. Hans interesse i militær flyvning fik ham til at søge om at blive uddannet flådepilot på flådens flyvestation på Pensacola i Florida, og han fik tildelt sine guldvinger som flådepilot i 1922. Kort efter blev han overført til marinekorpsets flyvestation på Guam hvor han stiftede bekendtskab med de øer i Marianerne, som hans navn senere skulle blive så tæt knyttet til.
Efter at være vendt tilbage til USA i 1925, tog han et omfattende kursus i udvidet flytaktik på  Kelly Field i Texas, og deltog herefter på kompagniofficerskurset på  Quantico, Virginia. Han tog eksamen med det højeste karaktergennemsnit indtil da. Af fysiske årsager måtte han opgive flyvningen i 1927 og fortsætte sin karriere som officer på landjorden. Han blev derefter materielofficer på Philadelphia Navy Yard.

## Centralamerika og Kina
Senere samme år blev han beordret til søs som kommanderende officer for marineenheden på USS Denver, og blev forfremmet til kaptajn den 21. december 1927. Under tjeneste i centralamerikanske farvande gik hans enhed i land i Nicaragua i perioden februar 1928 – 1929. Som chef for 160 særligt udvalgte og trænede marinesoldater udkæmpede han 12 træfninger med de Sandino-anførte banditter og forhindrede at de kunne være i Poteca og Coco-dalene. Her fik han sit første Navy Cross for kampe, hvor "hans udvisning af køligt overblik, frygtløshed og dristighed inspirede hans mænd i en grad så overlegne styrker af banditter blev drevet bort fra deres forberedte stillinger og led alvorlige tab". Af den taknemmelige nicaraguanske regering blev han tildelt den nicaraguanske erindringsmedalje med sølvstjerne.
I september 1929 vendte han tilbage til USA og fik en post som instruktør i taktik for kommende marineløjtnanter på marinekorpsets grundskole i Philadelphia. Senere blev han material og planofficer på forsyningsdepotet i Philadelphia i de næste fire år.
Denne materieltjeneste var ikke ny for ham, da han havde været nært tilknyttet til udviklingen af præcisionsskydning med lette våben indenfor marinekorpset. I 1921 havde han været en af skytterne på det hold fra marinekorpset, som vandt det nationale mesterskab på Camp Perry i Ohio. I 1927, 1930 og 1931 var han på pistol og riffelholdene som assisterende træner. Under de regionale matcher i 1932 og 1933 var han henholdsvis holdtræner og holdkaptajn. Efter genoptagelsen af de nationale mesterskaber i 1935 var han holdkaptajn for marinekorpsets nationale riffel og pistolhold i 1935 og 1936 og vandt begge gange de nationale trofæer.
Efter korte ophold ved Marinekorpsets rekrutteringsdepot på Parris Island og marinekorpsets hovedkvarter i Washington, D.C. blev han optaget på det videregående officerskursus på Marinekorpsets skoler i Quantico, Virginia i 1936. Han blev forfremmet til major den 9. februar 1936. 
Under tjeneste i udlandet som operationsofficer i 4. marineregiment i Shanghai i Kina fra 1937 til 1939 fik han mulighed for på nærmeste hånd at observere de japanske militæroperationer.
Hans anden tjenesteperiode på marinekorpsets hovedkvarter begyndte i maj 1939 hvor han som inspektør for skydetræning kunne understrege vigtigheden af at enhver marinesoldat skulle være veluddannet i brugen af sit personlige våben. Han blev forfremmet til oberstløjtnant den 1. april 1940.

## 2. verdenskrig

### Raider bataljonen
I juni 1941 blev han igen overført til Quantico for at overtage kommandoen af 1. bataljon af 5. marineregiment, som blev omdøbt til 1. separate bataljon i januar 1942. De træningsøvelser han gennemførte i de føldende måneder med flådens højhastigheds transportskibe førte til etableringen af 1. Marine Raider bataljon i starten af 1942. Denne enhed blev prototype for alle de raiderbataljoner, som marinekorpset opstillede i løbet af krigen. Han blev forfremmet til oberst den 21. maj 1942.
Oberst Edsons møde med krigsskuepladsen i Stillehavet begyndte med at hans bataljon gennemførte øvelser på Amerikansk Samoa. Den 7. august 1942 gik hans raidere sammen med 2. bataljon af 5. marineregiment i land på Tulagi på de britiske Salomonøerne. Efter to dages kampe sikrede de sig denne strategisk vigtige ø i slaget om Tulagi og Gavutu-Tanambogo. Efter at hans bataljon var blevet overført til Guadalcanal gennemførte den angreb på Savoøen og ved Tasimboko på Guadalcanal. Han blev tildelt en guldstjerne i stedet for et andet Navy Cross for hans vellykkede gennemførelse af Tulagi operationen.

### Guadalcanal
Det slag, som han er bedst kendt for var forsvaret af Lunga højderyggen på Guadalcanal den 13.-14. september 1942. Hans bataljon af raiders blev sammen med 2 kompagnier fra 1. faldskærmsbataljon sat til at forsvare en højderyg, som lå lidt syd for Henderson Field. 
Her var det tanken, at de skulle have en pause, men japanske styrker angreb uventet deres stillinger den første aften, gennembrød den venstre side af hans forsvarslinje og gennemtvang derved en tilbagetrækning til en reservestilling.
Omkring 800 marinesoldater holdt ud under de gentagne angreb fra mere end 2.500 japanere på den "blodige højderyg", som den senere blev kaldt. For mændene i 1. raiderbataljon, som havde tab på 256 dræbte og sårede, blev den imidlertid til "Edson's Ridge", til ære for den officer som "over det hele og opmuntrede, truede og rettede mens han hele tiden selv var udsat for fjendtlig ild". Hans øgenavn "Red Mike", som stammede fra det røde skæg han havde mens han var i Nicaragua, var også hans kodenavn under dette slag. Herefter var han kendt af alle som "Red Mike". Det var for denne indsats – slaget ved Edson's Ridge — at han fik tildelt Medal of Honor.
Efter slaget fik han overdraget kommandoen over 5. marineregiment. I denne funktion var han en af de primære ledere i kampene ved Matanikau fra 23. september til 9. oktober 1942. Han havde også kommandoen over 5. marineregiment under slaget om Henderson Field og indtil regimentet blev trukket tilbage fra Guadalcanal sammen med resten af 1. marinedivision i november 1942. Kort efter udtalte en anden officer, at "officerer og mænd var villige til at følge ham hvor det skulle være – det eneste problem var at hænge på". En krigskorrespondent udtalte, at "han er ikke en barsk marinesoldat. Rent faktisk er han nærmest sky, men oberst Edson er formentlig blandt de fem bedste chefer i kamp i USA's væbnede styrker." Det blev også sagt, at han ikke var tilbøjelig til at vise følelser, men da hans personlige stafet gennem adskillige måneders tjeneste blev dræbt ved Matanikaufloden på Guadalcanal "græd han som et barn", sagde vidner og hævdede senere, at den mand var uerstattelig.

### Mere overordnede poster og flere slag
I august 1943 blev han udnævnt til stabschef for 2. marinedivision, som på daværende tidspunkt var ved at forberede sig på invasionen af Tarawa. Han udarbejdede en vurdering af situationen for denne operation, som viste sig at være overraskende præcis og siden er blevet en klassiker indenfor marinekorpsets militære litteratur. For denne operation blev han tildelt  Legion of Merit og blev forfremmet til brigadegeneral (1. december 1943). Senere blev han udnævnt til næstkommanderende for 2. marinedivision og deltog i denne rolle i erobringen af   Saipan og Tinian. For indsatsen i disse operationer blev han tildelt en Silver Star.
Brigadegeneral Edson blev stabschef for Fleet Marine Force, Pacific og i oktober 1944 blev han tildelt en Gold Star i stedet for endnu en Legion of Merit. Poster som commanderende general for Service Command, Fleet Marine Force, Pacific, afrundede hans 44 måneders uafbrudte tjeneste i krigszonen. Da en ung officer spurgte ham hvornår han kunne forvente at blive forflyttet tilbage til USA svarede Edson:  "Når krigen er ovre, når opgaven er løst."

## Pensionering
I december 1945 blev han tildelt posten som chef for operationer til søs og i februar 1947 blev han overført til marinekorpsets hovedkvarter. Han tog sin af sted fra aktiv tjeneste da han blev 50 efter mere end 30 år i militær tjeneste for sit land. Ved pensioneringen den 1. august 1947 blev han forfremmet til generalmajor.
Efter pensioneringen fra Marinekorpset blev han først kommitteret for statspolitiet i Vermont, hvor han til dels organiserede styrke fra en tidligere enhed af motorkøretøjsofficerer. Han etablerede statspolitiet på en halvmilitær basis, som siden er blevet kopieret af andre stater.
Efter at han var vendt tilbage til Washington D.V. blev han i juli 1941 administrerende direktør for  National Rifle Association hvor hans vigtigste indsats var at stimulere amerikanernes interesse for målskydning. Samtidig arbejdede han ivrigt for et marinekorps, som både var tilstrækkeligt stort og slagkraftigt til at kunne opfylde sine mange opgaver.
Han begik selvmord den 14. august 1955 i Washington ved kulilteforgiftning i garagen ved hans hjem i  Washington, D.C. home, mens han var direktør for NRA.  Da han døde var han samtidig flådens repræsentant i forsvarets rådgivende komite om krigsfangeproblemer. Denne gruppe anbefalede standarder for amerikanske krigsfangers adfærd, som senere blev vedtaget og udsendt som adfærdskodeks for alle i de amerikanske væbnede styrker.
Han blev begravet på Arlington National Cemetery og hans grav kan ses i section 2, lot 4960-2.

## Æresbevisninger
Generalmajor Edsons dekorationer bestod af: 
|                                                                                       |                                           |                     |  |
| Gold award star                                                                       |                                           |                     |  |
| Gold award star                                                                       | Bronze service star · Bronze service star |                     |  |
|                                                                                       | Bronze service star                       | Bronze service star |  |
| Bronze service star · Bronze service star · Bronze service star · Bronze service star |                                           |                     |  |

| Marineflyver mærke |                                                        |                                                        |                                                        |                                                        |                                                        |                                                        |                                               |                                               |                                               |                                                  |                                                  |                                                  |
| 1. række           | Medal of Honor                                         | Medal of Honor                                         | Medal of Honor                                         | Medal of Honor                                         | Navy Cross med 1 stjerne                               | Navy Cross med 1 stjerne                               | Navy Cross med 1 stjerne                      | Navy Cross med 1 stjerne                      | Silver Star                                   | Silver Star                                      | Silver Star                                      | Silver Star                                      |
| 2. række           | Legion of Merit med 1 stjerne                          | Legion of Merit med 1 stjerne                          | Legion of Merit med 1 stjerne                          | Præsidentens hædrende omtale af enheden med 2 stjerner | Præsidentens hædrende omtale af enheden med 2 stjerner | Præsidentens hædrende omtale af enheden med 2 stjerner | Medalje for tjeneste i Mexico                 | Medalje for tjeneste i Mexico                 | Medalje for tjeneste i Mexico                 | Sejrsmedalje for 1. verdenskrig med malteserkors | Sejrsmedalje for 1. verdenskrig med malteserkors | Sejrsmedalje for 1. verdenskrig med malteserkors |
| 3. række           | Medalje for felttoget i Nicaragua (1933)               | Medalje for felttoget i Nicaragua (1933)               | Medalje for felttoget i Nicaragua (1933)               | Medalje for tjeneste i Kina med 1 stjerne              | Medalje for tjeneste i Kina med 1 stjerne              | Medalje for tjeneste i Kina med 1 stjerne              | Amerikansk forsvarstjenestemedalje med bjælke | Amerikansk forsvarstjenestemedalje med bjælke | Amerikansk forsvarstjenestemedalje med bjælke | Amerikansk kampagnemedalje                       | Amerikansk kampagnemedalje                       | Amerikansk kampagnemedalje                       |
| 4. række           | Medalje for tjeneste i Stillehavskrigen med 4 stjerner | Medalje for tjeneste i Stillehavskrigen med 4 stjerner | Medalje for tjeneste i Stillehavskrigen med 4 stjerner | Sejrsmedalje for 2. verdenskrig                        | Sejrsmedalje for 2. verdenskrig                        | Sejrsmedalje for 2. verdenskrig                        | Distinguished Service Order                   | Distinguished Service Order                   | Distinguished Service Order                   | Nicaraguansk fortjentmedalje                     | Nicaraguansk fortjentmedalje                     | Nicaraguansk fortjentmedalje                     |

### Medal of Honor begrundelse
Præsidenten for De forenede Stater har den fornøjelse at tildele MEDAL OF HONOR til
COLONEL MERRITT A. EDSON

UNITED STATES MARINE CORPS
for tjeneste som beskrevet i den følgende begrundelse: 
For ekstraordinært heltemod og tydelig frygtløshed ud over tjenestens krav som kommanderende officer for 1. marine raiderbataljon med tilknyttet faldskærmsbataljon under kamp mod fjendtlige japanske styrker på Salomonøerne om natten den 13.-14. september 1942. Efter at flyvepladsen på Guadalcanal var blevet erobret fra fjenden den 8. august fik oberst Edson med en styrke på 800 mand besætte og forsvare en højderyg, som dominerede junglen på begge sider af flyvepladsen. Overfor et formidabelt japansk angreb som i forbindelse med infiltrering havde brudt gennem vores frontlinje, trak han med dygtig håndtering sine fremskudte tropper tilbage til en  reservelinje med minimale tab. Da fjenden i en række efterfølgende voldsomme angreb kom i nærkamp med vore styrker med brug af bajonetter, pistoler, granater og knive fortsatte oberst Edson, selv om han til stadighed var udsat for fjendtlig ild, med hele natten personligt at lede forsvaret af denne reservestilling mod en fanatisk overlegen fjende. Ved sit snedige lederskab og modige hengivelse til tjenesten muliggjorde han at hans mænd, trods alvorlige tab, holdt stædigt fast i deres stilling på den vigtige højderyg, hvorved de sikrede kontrollen ikke bare over flyvepladsen på Guadalcanal men også over hele 1. divisions offensive installationer i det omkringliggende område.
/S/Franklin D. Roosevelt

### Første Navy Cross begrundelse
Begrundelse:
Navy Cross tildeles Merritt Austin Edson, kaptajn i U.S. Marine Corps, for ekstraordinært mod den 7. august 1928 mens han havde kommandoen over en patrulje fra marinekorpset ved Cocofloden på vej til Poteca. Efter at være stødt på en styrke banditer, som havde forskanset sig på begge sider af floden, anførte han personligt sin fremskudte garde mod fjenden, kom i nærkamp med dem og ved sin udvisning af ro, frygtløshed og dristighed inspirerede han sine mænd så den overlegne styrke af banditer blev fordrevet fra deres forberedte stilling, og der blev tildelt dem alvorlige tab.

### Andet Navy Cross begrundelse
Begrundelse:
De forenede Staters præsident glæder sig over at tildele en guldstjerne i stedet for en ny tildeling af Navy Cross til Merritt Austin Edson (0-257), oberst, U.S. Marine Corps, for ekstraordinært heltemod og indsats i tjenesten mens han gjorde tjeneste som kommanderende officer for kampgruppen på Tulagi under landgangen og erobringen af den fjendtlige japansk besatte ø Tulagi i de britiske Salomonøer, 7. til 9. august 1942. Mens han personligt ledede den første marine raiderbataljon under den indledende operation fremskyndede oberst Edson sin bataljons og dens støtte enheders angreb med en sådan færdighed, mod og aggressivitet, at han var en inspiration for hele kampgruppen og direkte var ansvarlig for erobringen af Tulagi. Hans modige indsats under hele denne farlige indsats var i tråd med de bedste traditioner i den amerikanske flåde.

## Andre æresbevisninger
Udover Medal of Honor og hans andre militære ordner modtog Edson også adskillige trofæer for skydefærdighed herunder Distinguished Rifleman Badge i 1927.

### Edson Range
En del af Camp Pendleton's Stuart Mesa område blev kaldt Edson Range til ære for ham i 1964. Edson Range blev bygget som erstatning for den på Camp Matthews i La Jolla. Skydebanen bruges til at undervise rekrutter i skydning på marinekorpsets kaserne i San Diego. Den 28. oktober 2008 afslørede mere end 200 frivillige et monument til ære for generalmajor Edson under en ceremoni på Edson Range. De frivillige brugte sten, genbrugte ammunitionsclips og messing granater fra hele Edson Range i cementen da de lavede monumentet.

### USSEdson(DD-946)
USS Edson var en destroyer i den amerikanske flåde. Kølen blev lagt den 3. december 1945 af Bath Iron Works Corporation, Bath, Maine og skibet blev søsat den 4. januar 1958. Skibets gudmor var  Mrs. M. A. Edson, enke efter general Edson. Den blev taget i brug den 7. november 1958 under kommando af kommandørkaptajn Thomas J. Moriarty.

### Edson Hall
Edson hall rummer marinekorpsets kommunikationsskole i Quantico i Virginia. Den er tilegnet  Edson på grund af hans rolle som talerør for den kritiske betydning af kommunikation under kamp.